# Aleksandar Jevtić
Aleksandar Jevtić, cyr. Aлекcaндap Jeвтић (ur. 30 marca 1985 w Šabacu) – serbski piłkarz występujący na pozycji napastnika.

## Kariera zawodnicza
Aleksandar Jevtić karierę rozpoczął w klubie FK Balkan Bukovica. W 2004 roku został zawodnikiem znacznie bardziej znanego klubu, FK Smederevo. Zagrał tam w zaledwie w 6 meczach. Następnym klubem Jevticia był "klub zza miedzy", Železničar Smederevo. W latach 2005–2007 Aleksandar Jevtić reprezentował barwy Mačvy Šabac. W 2007 roku przeszedł do Borca Čačak. W sezonie 2007/2008 grał już w klubie z Ankary, Hacettepe SK. W latach 2008–2009 Jevtić był dwukrotnie wypożyczany. Najpierw wyjechał do swego byłego klubu, Borca Čačak. Następnie występował w OFK Beograd. To właśnie podczas gry w tym klubie zadebiutował w reprezentacji Serbii. W 2009 roku przeszedł do Crvenej zvezdy Belgrad. W 2011 roku stał się zawodnikiem Jiangsu Shuntian.